# Visoko gospostvo
Visoko gospostvo (nizozemsko: hoge heerlijkheid) ali Svobodno gospostvo (vrije heerlijkheid) je bilo neodvisno območje z lastno jurisdikcijo v srednjem veku v Burgundskem in  Državnem okrožju Spodnjega porenje in Westfalije. Deželni gospod je imel pravico naložiti telesno kaznovanje in obsoditi zločince na smrt ter jih usmrtiti v okviru višjih sodišč. Z Visokim gospostvom so bile povezane tudi pravica do lova, pravica do ribolova, pravica do mlinarstva in pravica do imenovanja nosilcev lokalnih javnih funkcij. Velik vir dohodka je bila pravica do desetine. V Burgundski Nizozemski je bilo pred združitvijo v enotno državo veliko območij, kjer je svobodni gospod ali heer (gospod) izvajal to oblast. V gospoščinskih sodnijah so "advokate"  (Vögte) (sodne izvršitelje) najemali neposredno gospodje.
V zgodovini Nizozemske so visoke gospoščine in mesta igrali pomembno vlogo, pri čemer nekateri od teh gospostev, zlasti v Zahodni Friziji, niso bili večji od območja okoli gradu.

## Spletne povezave
- Seznam holandskih gospostev in njihovih lastnikov
- Grofija Holandija